# Microscopio de luz ultravioleta
Microscopio de luz fluorescencia. Las lentes del objetivo, que habitualmente se componen de vidrio se sustituyen por lentes de cuarzo, y la iluminación se produce por lámparas de mercurio. No usa filtros y se observa en placas fotográficas. La variedad de fluorescencia sí usa filtros y la observación es directa.
Microscopio de luz ultravioleta. La imagen en el microscopio de luz ultravioleta depende de la absorción de esa luz por las moléculas de la muestra. La fuente de luz ultravioleta tiene una longitud de onda de 200 nm, por lo tanto puede alcanzar una resolución de 100 nm. La microscopia ultravioleta no es muy diferente del funcionamiento de un espectrofotómetro pero sus resultados son registrados en fotografías. La muestra no se puede observar directamente a través del ocular porque la luz ultravioleta puede dañar la retina. El método sirve para detectar ácidos nucleicos, proteínas que contienen determinados aminoácidos. Mediante longitudes de ondas específicas para la iluminación se puede obtener mediciones espectrofotométricas para cuantificar el ADN y el ARN de cada célula.
El microscopio de luz ultravioleta utiliza el rango ultravioleta del espectro luminoso en lugar del rango visible, bien para aumentar la resolución con una longitud de onda menor o para mejorar el detalle absorbiendo selectivamente distintas longitudes de onda de la banda ultravioleta. Dado que el vidrio no transmite las longitudes de onda más cortas de la luz ultravioleta, los elementos ópticos de estos microscopios están hechos con cuarzo, fluorita o sistemas de espejos iluminados. Además, dado que la radiación ultravioleta es invisible, la imagen se muestra con fosforescencia (véase Luminiscencia), en fotografía o con un escáner electrónico. El microscopio de luz ultravioleta se utiliza en la investigación de jopo
- Datos: Q6013454